# Čakov (Boêmia Central)
Čakov é uma comuna checa localizada na região da Boêmia Central, distrito de Benešov.